# Piotr Witkowski

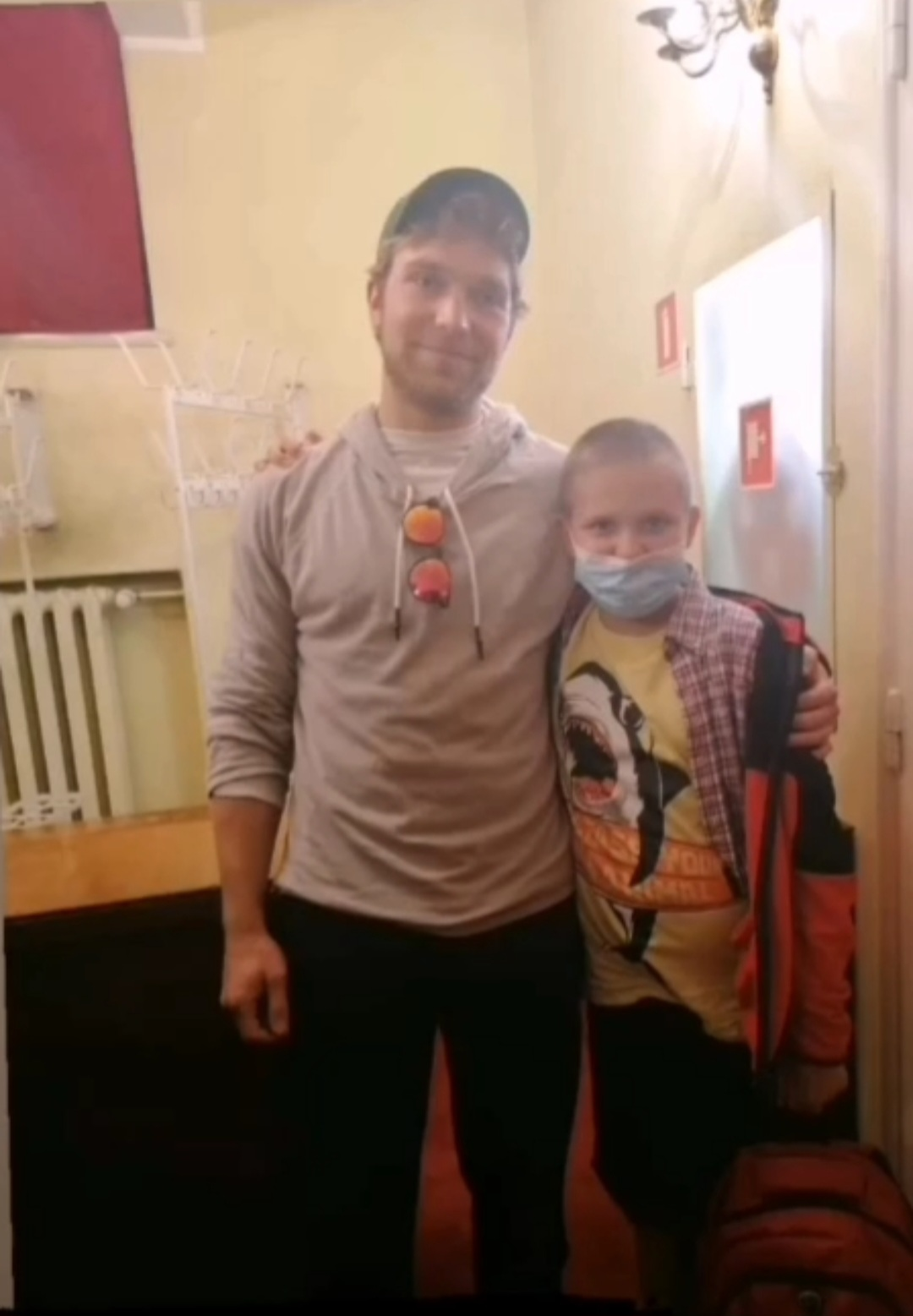
Piotr Witkowski (links)

Piotr Witkowski (* 12. Dezember 1988 in Danzig) ist ein polnischer Schauspieler.

## Leben
Witkowski studierte ab 2007 an der Staatlichen Hochschule für Film, Fernsehen und Theater in Łódź. Im Jahr 2011 schloss er dort die Schauspielausbildung mit Diplom ab. 2010 hatte er während seiner Ausbildung ein Engagement am Teatr Chorea in Łódź. Seit 2012 ist er festes Ensemblemitglied am Teatr Wybrzeże in Gdańsk.
Zu seinen Bühnenrollen dort gehörten u. a. Mesin in Die Sklaveninsel und Dimas in Triumph der Liebe, jeweils von Pierre Carlet de Marivaux, Mortimer in Maria Stuart, Doktor Cajus in Die lustigen Weiber von Windsor, Alexander Wat in dem Theaterstück Broniewski von Radosław Paczocha und die Rollen Hippolyte/türkischer Soldat/Seemann in einer Bühnenfassung des Romans Vorfrühling (Przedwiośnie) von Stefan Żeromski.
Witkowski hatte Haupt- und Nebenrollen in polnischen Kinofilmen und Fernsehserien, u. a. in Matka Teresa od kotów (2010; Nebenrolle), in Supermarket (2012; Nebenrolle) und Noc (2013; Hauptrolle). In dem Kinofilm Wałęsa. Der Mann aus Hoffnung (2013), einer Filmbiografie über Lech Wałęsa, spielte er, unter der Regie von Andrzej Wajda, einen jungen Werftarbeiter. In dem polnischen Spielfilm Warschau ’44 (2014), die Geschichte zweier junger Menschen, deren Liebe beim Warschauer Aufstand im August 1944 auf die Probe gestellt wird, hatte er eine Nebenrolle als Junge mit dem Eimer.
Im Oktober 2015 war Witkowski in dem deutschen Fernsehfilm Heimat ist kein Ort auf Das Erste in einer Hauptrolle zu sehen. Er spielte den jungen polnischen Notar Krzysztow, der die drei Geschwister Inge, Klaus und Uwe auf ihrer Reise nach Ostpreußen, in die Heimat des Vaters und Erblassers, begleitet und sich dabei in Jule, Inges Tochter, gespielt von Karolina Lodyga, verliebt. Witkowski, der Grundkenntnisse in Deutsch besitzt, wurde in diesem, in Deutsch gedrehten Film nicht synchronisiert. Er sprach mit seiner Originalstimme in Deutsch mit polnischen Akzent.
Seit 2023 spielt Witkowski in der Krimireihe Der Masuren-Krimi in den Rückblenden und Erinnerungen den getöteten Ehemann der Kriminaltechnikerin Dr. Viktoria Wex (Claudia Eisinger). Im Polizeiruf 110: Schweine (2024) war er als  polnischer Jagdleiter Marek Kulesza zu sehen.
Witkowski lebt in Gdańsk.

## Filmografie (Auswahl)
- 2010: Matka Teresa od kotów (Kinofilm)
- 2012: Supermarket (Kinofilm)
- 2013: Wałęsa. Der Mann aus Hoffnung (Wałęsa. Człowiek z nadziei; Kinofilm)
- 2013: Noc (Kurzspielfilm)
- 2013: Czas honoru (Fernsehserie)
- 2014: Warschau ’44 (Miasto 44; Kinofilm)
- 2015: Heimat ist kein Ort (Fernsehfilm; Deutschland)
- 2022: Stundenplan (Plan lekcji; Kinofilm)
- 2023: Soulcatcher (Kinofilm)
- 2023: Absolute Anfänger (Absolutni debiutanci; Fernsehserie)
- seit 2023: Der Masuren-Krimi (Fernsehreihe)
- 2024: Polizeiruf 110: Schweine (Fernsehreihe)
- 2024: Augen zu und durch, Bruder (Idź przodem, bracie, Fernsehserie)
- 2025: A Working Man